# Natasha Irons
Natasha Irons es una superheroína ficticia en DC Comics creada por Louise Simonson y Chris batista. Apareció por primera vez en Steel (vol. 2) # 1 (febrero de 1994). Se convierte en el quinto superhéroe en usar el nombre Steel cuando su tío John Henry Irons resulta herido. En la serie limitada 52 de 2006, Natasha gana superpoderes y usa el nombre en clave Starlight. Cuando sus poderes cambian, lo que le permite convertirse en un ser de niebla viviente, asume el nombre en clave Vaporlock.
Tayler Buck interpreta al personaje de la serie de televisión Arrowverso Superman & Lois.

## Historia
Natasha Irons es la hija del hermano de John Henry Irons, Clay, y la esposa de Clay, Blondel. Al igual que su tío, ella tiene una armadura y se llama Acero. Durante su tiempo en el Proyecto Everyman, también fue Starlight y Vaporlock.

### Primeros años
Como el resto de su familia, ella siempre supo sobre la identidad secreta de Steel. En contraste con su hermano Jemahl, Natasha se muestra muy sensata y práctica. En el número 14, se muestra que está trabajando (presumiblemente como pasante) para un senador de los EE. UU. Ella parece haber envejecido para tener alrededor de 16 años de alguna manera. Nat es un personaje secundario en la serie de Louise Simonson. Es secuestrada por Hazard y Steel tiene que rescatarla. Ella también usa la droga Tar para ayudar a luchar brevemente al lado de su tío. Luego es secuestrada por el villano Plasmus y aparentemente lo mata al destrozarlo una vez que Steel congeló al villano (aunque luego aparece vivo). Natasha se sintió devastada por la pérdida de su querida bisabuela, Bess Irons, pero es la única de su familia que se queda con Steel cuando se muda a Jersey City (consulte la entrada de Steel para obtener más detalles sobre la familia de Irons).
Con Christopher Priest al mando de Steel a partir del n.° 34, Nat cambió radicalmente. Se transformó en una adolescente moderna más estereotipada con una actitud frívola. Nunca se hizo referencia a todo rastro de su trabajo anterior para un senador de los EE. UU. Durante este tiempo, también conoce y se hace amiga de un adolescente llamado Paul, a quien llama "Boris". Su padre también regresa como el villano Crash. Cuando un asesino llamado Skorpio envenena a Nat, Crash tiene que entregarse para poder hacerle una transfusión de sangre y salvar a su hija. Nunca más se le ve ni se sabe de él.
Nat luego va con Steel a Metrópolis cuando abre Steelworks allí. Ella se convierte en su asistente, e incluso reprograma al robot kryptoniano de Superman, Kelex, para que hable en la jerga del hip hop. Durante un tiempo sale con un chico local, Boris.

### El nuevo Acero
Cuando Entropy Aegis de Darkseid atrapó a John, Natasha diseñó una armadura que usaba el poder de Aegis, se teletransportó a Apokolips y luchó Doomsday con la ayuda de Superman, Superboy, Supergirl y la pre-Crisis Supergirl.
John estaba demasiado lesionado para seguir operando como Steel. Habiendo tenido la intención de pasar su legado como Steel a Natasha, John hizo una armadura nueva y más avanzada para su uso.
Cuando Natasha se enteró de que Superman había sido herido por un ninja fantasmal, se puso su armadura y se convirtió en el nuevo Acero. Ella se unió a Cir-El y Girl 13 para detener al ninja. Durante la aventura, ella usó su martillo para encender un pulso eléctrico en el corazón de Superman para comenzar de nuevo. 
Como parte del arco de "Enemigos públicos" de Superman/Batman, se filtran noticias falsas de la captura de Batman y Superman por las fuerzas del presidente Lex Luthor, para atraer a sus diversos asociados a atacar la Casa Blanca. Cir-El, Natasha, Krypto, Superboy y la Familia Batman hacen exactamente eso. Natasha es neutralizada al principio del incidente y se queda atrás para tratar de rescatar a Cir-El y Superboy de una trampa mortal aplastante. En cambio, Batman los salva.
Natasha se ve brevemente en un cameo durante los eventos de "Crisis infinita".

### Starlight
En 52, Natasha tuvo una pelea violenta con su tío John, por el disgusto abierto de John por lo que él sintió que era el narcisismo auto-absorbido de la comunidad de superhéroes. Cuando Natasha descubrió que los Jóvenes Titanes (cuya lista quedó devastada por los eventos de Crisis infinita), están realizando una convocatoria abierta para nuevos miembros, John le prohíbe a Natasha ir y, en cambio, insiste en que continúe limpiando los escombros de la batalla de Metrópolis. Cuando Natasha se niega, John desmantela su armadura y ella queda impotente. John también deja en claro que tendrá que construir su propia armadura si quiere ser una superheroína.
Pronto, Natasha intenta reconstruir su armadura, con poco éxito. Cuando se entera de que el exogen reescribió el ADN de John, Natasha asume erróneamente que John eligió alterar su ADN y se rompe.
Después de una feroz discusión con su tío, Natasha solicita el "Proyecto Everyman" de Luthor y se convierte en uno de los primeros sujetos oficiales. Cuando John, en busca de Natasha, amenaza con matar a Luthor en una fiesta de Lexcorp, Natasha aparece, junto con un equipo de superpoderosos empleados por Luthor, y lo golpea severamente. A partir de ese momento, se distancia de su tío, quien hace numerosos intentos para contactarla, lo que ella rechaza. Dotada de nuevas habilidades, Natasha recibe el nombre en clave Starlight. Mientras está en batalla, ve a su amiga Eliza Harmon (también conocida como Trajectoria) asesinada por un nuevo Blockbuster. Natasha finalmente es contactada por John en la víspera de Año Nuevo, quien la obliga a repensar todo lo que Luthor le ha dicho. Después de la "Lluvia de los Supermen", en la que Lex Luthor desactiva los poderes de cada héroe de Everyman fuera de Infinity, Inc. (lo que hace que muchos caigan en picado desde el cielo; esto forma la base del juego de palabras del título argumento "El Reino de los Supermen"), Natasha se da cuenta de que su tío tenía razón todo el tiempo. Luego comienza a trabajar como agente doble dentro de la organización de Luthor. Sin embargo, Luthor, que ha adquirido superpoderes, la descubre y la golpea.
Steel y los Jóvenes Titanes lanzan un ataque contra LexCorp y logran rescatar a Natasha. Sin embargo, Lex la despojó de sus poderes Starlight. Más tarde, se la ve escoltando a Luthor bajo custodia, usando una nueva armadura hecha para ella por su tío. El dúo restaura Steelworks, y más tarde se ve a Natasha, durante la Tercera Guerra Mundial, ensamblando un misil de carga útil de nanotecnología para disparar sobre Black Adam, aunque el misil es robado por Booster Gold. Natasha sobrevive a la batalla y vuelve a trabajar en Steelworks.

### Vaporlock
La nueva serie Infinity Inc. revela que el Proyecto Everyman ha tenido un efecto persistente en sus sujetos. Natasha ahora tiene la capacidad de disolverse en una nube de gas, aunque tiene dificultades para controlarlo. Su tío sugiere que adopte el nombre en clave "Vaporlock". En el número final, de la serie, todos los miembros de Infinity Inc son prisioneros en el Dark Side Club. Hacia el final de la miniserie Terror Titans se estrenan gracias a Miss Martian.

### "Jenny" Blake y el Proyecto 7734
Después de ser liberados del Dark Side Club, los miembros de Infinity Inc. toman nuevos nombres y se infiltran en un proyecto gubernamental llamado Proyecto 7734. El objetivo del proyecto es simple: la muerte de Superman. Con ese fin, el proyecto del gobierno colocó satélites en el espacio que disparan láseres mágicos, sacaron el poderoso Atlas de la corriente del tiempo, liberaron a Metallo y lavaron el cerebro a las personas.
Natasha no está segura de en quién confiar como parte del Proyecto: Breach (el lavado de cerebro del Capitán Átomo). Ella visita la Tierra para contarle a Jimmy Olsen, que ha estado investigando el Proyecto 7734, sobre el Capitán Átomo y se va justo antes de que Jimmy sea encontrado y disparado por Codename: Assassin. En la historia de respaldo del Capitán Átomo en Action Comics, el Capitán Átomo recuerda quién es, revelando su nombre real y rango junto con el "Nombre en clave: Capitán Átomo". Uniéndose a otros del Proyecto 7734 (como Codename: Superwoman y Codename: Metallo), Natasha es parte del equipo que derriba al Capitán Átomo para lavarle el cerebro antes de que sean atacados por los nativos del mundo mágico donde se encuentra el Proyecto 7734. Los nativos quieren que ella los ayude con el Capitán Átomo.
Después de esto, se muestra a Natasha ayudando a Steel a rescatar a civiles durante el evento Reign of Doomsday. Doomsday ataca a Natasha para llamar la atención de Steel, y aunque ella escapa ilesa, Steel finalmente es golpeada hasta la sumisión y capturada.

### DC: Renacimiento
En la continuidad de "DC: Renacimiento", Natasha vuelve a usar su armadura y ya no tiene ninguna de sus habilidades de Vaporlock. Aquí estaba en una relación romántica con Traci 13, pero se separaron (aunque no está confirmado si es lesbiana o bisexual). Después del evento No Justice, se convierte en miembro de la nueva encarnación de los Titanes.

## Poderes y habilidades

### Exogen
- Como Starlight, Natasha puede volar, ejercer una fuerza sobrehumana y es más duradera. Sus puños también emiten grandes destellos de luz. También puede enfocar su luz en campos de fuerza y atrapar a sus oponentes dentro de ellos, como cuando encerró a Blockbuster en un campo de energía de luz para evitar que se mueva.
- Como Vaporlock, Natasha tiene la capacidad de transformar su cuerpo en una sustancia gaseosa.

### Armadura
- La armadura "Steel" de Natasha aumenta su fuerza a niveles sobrehumanos, y los cohetes en sus botas le permiten volar. La armadura puede crecer a alturas de hasta 60 pies, y está equipada con habilidades de tecnomorfización limitadas capaces de cambiar las pistolas de energía y el armamento de proyectiles de su metal líquido.
- El arma principal de Natasha es su martillo, que tiene amortiguadores de inercia que hacen que la fuerza del martillo aumente exponencialmente (cuanto más lejos se lanza, más fuerte golpea). El martillo puede disparar pulsos electromagnéticos y generar poderosos campos eléctricos y magnéticos a las órdenes de Natasha. Cuando el martillo se coloca en el suelo, se conecta con el campo magnético de la Tierra y no puede ser movido excepto por Natasha o alguien con ADN similar, como su tío John Henry Irons.
- La armadura original, alimentada por Entropy-Aegis, la dotó de mayor fuerza y teletransportación, y le permitió disparar ráfagas de extraña energía púrpura desde sus manos.

## Otras versiones

### Kingdom Come
Natasha (como Steel) es un personaje de fondo en la serie limitada Kingdom Come, que usa una versión gigante de su armadura posterior con la cabeza y la cola. 

### Flashpoint
En la línea de tiempo alternativa del evento Flashpoint, Natasha Irons es miembro del Ejército Brasileño que lucha contra los nazis en Brasil. Se encuentra con Traci 13 después de que accidentalmente se teletransporta a Brasil, con Natasha inicialmente pensando que fue enviada por Cyborg. Natasha le pide a Traci que se una a su equipo, pero Traci se ve obligada a irse para ayudar a salvar el mundo. Poco después de esto, Traci se teletransporta y le desea a Natasha buena suerte con su guerra, lo que Natasha también le hace a ella.

### Ame-Comi
Natasha aparece como el acero del universo Ame-Comi con un rediseño de estilo anime. Carrie Kelley se le acerca por primera vez después de que Batgirl es secuestrada por Duela Dent, y acepta ayudar después de enterarse de lo grave que es la situación. Se menciona de pasada que Natasha posee una inteligencia sobrehumana en esta continuidad, ya que es capaz de procesar información doce veces más rápido que un humano promedio. Después de reclutar a Flash, las tres jóvenes heroínas se dispusieron a enfrentarse a Dent.

### Aventuras de la familia Superman
Una versión adolescente de Natasha aparece en la serie como amiga y compañera de clase de Jimmy Olsen.

### Multiversidad
Una versión adulta de Natasha aparece como miembro de la Liga de la Justicia de Tierra-16, ahora usando el nombre Steel.

### SeriesInjustice
Natasha aparece en el vínculo con Injustice 2. Después de que su tío muriera durante el bombardeo de Metrópolis de Joker, Natasha se convierte en la nueva Steel en lugar de su tío. Un año después de la derrota del régimen de Superman, al mismo tiempo que se elogiaron los intentos de ascenso al poder de Ra's al Ghul, Natasha se une a una reunión de conferencia con Batman, Green Arrow alternativo (el reemplazo de Green Arrow de este mundo), Black Canary y el nuevo Aqualad y otros gobernadores por su plan para restaurar la paz mundial después del daño causado por el Régimen mientras esperaban a Ted Kord y el resto de los gobernadores. Desafortunadamente, Ra's al Ghul retuvo a Ted y al resto de los gobernadores como rehenes y uno de los miembros impostores del Escuadrón Suicida de Batman, Killer Croc y Orca, los mató, después de que volaron las torres de su compañía, como señal de guerra contra la Insurgencia y los gobiernos de todo el mundo. Cuando el presidente electo le preguntó si se sentía cómoda usando el símbolo de Superman después del impacto que dejó el Régimen en el planeta, Natasha le dice que es el símbolo de su tío y que lo usa para él. Después de que el Escuadrón Suicida de Imposter Batman captura a los hijos de Green Arrow y Black Lightning, Batman y su equipo se infiltran en el santuario de Ra para salvarlos, mientras asignan a Natasha y Aqualad para vigilar la inauguración presidencial.

## En otros medios

### Televisión
- Natasha Irons aparece en series de televisión ambientadas en el Universo animado de DC.
  - Aparece por primera vez en el episodio "Heavy Metal" de Superman: la serie animada, con la voz de Cree Summer.
  - Irons también hace un cameo en el episodio de Liga de la Justicia "Hereafter".
- Una variación de Natasha Irons llamada Natalie Lane Irons aparece en la serie de televisión de acción en vivo Arrowverso Superman & Lois, interpretada por Tayler Buck. Esta versión es la hija de John Henry Irons y Lois Lane, de una Tierra paralela gobernada por Morgan Edge, Superman y un ejército de kryptonianos diseñados genéticamente. Después de que Lane muriera a manos de Superman, Natalie ayudó a su padre a construir un exo-traje para poder vengar a Lane. Al final de la primera temporada, Natalie, sin saberlo, se dirige a la Tierra "principal" y se reúne con John. A lo largo de la segunda y tercera temporada, John y la "prime" Lane ayudan a Natalie a adaptarse a la nueva Tierra. En medio de esto, Natalie ayuda a John a combatir a Ally Allston, comienza a salir con el hijo de Bruno Mannheim, Matteo, y más tarde se une a su padre en la Academia del Departamento de Defensa.

### Misceláneos
- Natasha Irons aparece en el número 35 del cómic vinculado a Justice League Unlimited, en el que usa un disfraz similar a su armadura de acero en los cómics convencionales.
- Natasha Irons/Steel aparece en el cómic precuela de Injustice 2. Esta versión asumió el manto de Steel después de que John Henry Irons fuera asesinado por el Joker años antes cuando este último bombardeó Metrópolis. Además, mantiene el uso del escudo-s de John porque lo ve como su símbolo, no el de Superman.[26]Tras la caída del Régimen, Natasha ayuda a la Insurgencia de Batman a restaurar la paz mundial.